# Eucarta austera
Eucarta austera là một loài bướm đêm trong họ Noctuidae.